# Derecho administrativo en España
El derecho de los servicios administrativos de España es el conjunto de normas aplicables a personas individuales en sus relaciones con las instituciones que forman parte de la administración pública. También se aplica a actividades de personas vinculadas a dicha administración en el cumplimiento de los servicios sus funciones. El derecho administrativo español tiene la consideración de derecho estatutario, que regula las relaciones de una cierta clase de sujetos en tanto en cuanto son sujetos singulares o específicos:

Se dirige a la regulación de las singulares especies de sujetos que se agrupan bajo el nombre de Administraciones Públicas, sustrayendo a estos sujetos singulares del derecho común.

En consecuencia, en el derecho administrativo se modifican algunas instituciones del derecho común adaptándolas a la presencia de una administración pública, en cualquiera de sus manifestaciones. Cabe precisar que cuando se alude a 'administraciones públicas', no nos referimos sólo a las administraciones públicas tradicionales (Administración del Estado, de las Comunidades Autónomas, entidades integradoras de la administración local y entidades de derecho público dependientes o vinculadas a las anteriores, art. 1.2 LJ), sino también a la administración delegada que ejercen los concesionarios de servicios o bienes públicos (art 2.d LJ). En estos casos, ante cualquier incidencia y atendiendo a lo dispuesto en el art 126.3 del RSCL, los actos del concesionario serán recurribles ante el ente concedente y por ende en este caso ante la administración.
En segundo lugar, el derecho administrativo también es definido como un derecho "privilegiado", pues la ley concede a la Administración potestades exorbitantes que no están presentes en una relación jurídica de derecho privado. Sin embargo estos privilegios tienen su límite en las garantías que el derecho administrativo ofrece al particular que se relaciona con la Administración.
Las potestades de la administración son las siguientes:
- Posibilidad de crear, modificar, o extinguir derechos por voluntad propia y a través de actos unilaterales (autotutela declarativa).
- Privilegio de decisión ejecutoria y acción de oficio (autotutela ejecutiva).
- No necesidad de declaración judicial para que sus actos constituyan actos ejecutivos sin perjuicio a que finalmente sea un juez el que lo controle (presunción de legalidad).
- Inembargabilidad de sus bienes.

Como se ha dicho, al mismo tiempo que se le conceden unos privilegios, se le imponen unos límites y unas garantías para su ejercicio. Así, existen garantías de tipo patrimonial (obligación de indemnización por la ocupación, lesión de bienes o derechos de particulares derivados de la actuación administrativa), o también de tipo jurídico (obligación de someterse a un procedimiento para dictar actos unilaterales o celebrar contratos)
Ahora bien, uno de los problemas del concepto de derecho administrativo surge a la hora de determinar cuándo se ha de aplicar el derecho administrativo y cuando el derecho común.
Esta pregunta ha sido respondida de distintas maneras a lo largo de la historia. En el siglo XIX surge la teoría de los actos de gestión y actos de autoridad, conforme a la cual si la administración realiza actos con imperium (actos de poder orientados a la salvaguarda de los intereses generales), se aplicará el derecho administrativo, mientras que si la administración realiza actos de gestión (actos que puede realizar también un sujeto de derecho privado, como gestionar una empresa), será el derecho privado el que deba aplicarse.
A comienzos del siglo XX esta teoría entra en crisis cuando la escuela de Burdeos, liderada por León Duguit, ideó la teoría del servicio público, según la cual siempre que la administración gestione un servicio público, independientemente del tipo de acto que realice, se debe aplicar el derecho administrativo.
Sin embargo, la teoría del servicio público no logró explicar la aparición de servicios públicos gestionados por entidades no públicas e incluso, por empresas privadas, como por ejemplo la telefonía. Ello dio lugar a la formación por Maurice Hauriou de la teoría de la prerrogativa, de acuerdo a la cual la aplicación del derecho administrativo está en relación directa al empleo de medios jurídicos excepcionales, exorbitantes del derecho común.
Con todo, aún hoy permanece como una cuestión debatida el ámbito y condiciones de aplicación del derecho administrativo.

## Evolución del derecho administrativo español
Creación
El derecho administrativo español se ve influenciado por la herencia que recibe del derecho administrativo francés derivado de la pugna por determinar quién debía juzgar a la administración.
Es tal la influencia que se manifiesta ya en la constitución de Cádiz, la cual era judicialista, es decir, eran los jueces los encargados de juzgar a la administración aún a pesar de que no hubiera disposición en ella que otorgase a los jueces tal función.
Pero será más tarde cuando por fin surjan las bases de lo que en un futuro configurará el derecho administrativo español, concretamente será a partir de la Constitución de 1837. Esta fue la que iniciará el proceso de construcción de un Estado moderno y asentará las bases de lo será el derecho administrativo, pero curiosamente lo hará sin hacer mención a ello. Es por entonces cuando de forma, podríamos decir, casi burocrática cuando se desarrolla por reales decretos el Derecho Administrativo español surgiendo así ideas como inembargabilidad de los bienes públicos a diferencia de lo que ocurre en EE. UU., imposibilidad de juzgar a funcionarios, etc.
Es por aquel entonces cuando se crea el Consejo de Estado español, el cual deberá juzgar a la administración y que aunque en un principio fuera de carácter consultivo finalmente adquirirá un carácter judicial.
Es decir, concretando se configura un Derecho Administrativo deudor del francés y que en muchos aspectos coincide con este. Es más, el Derecho Administrativo, a diferencia del Derecho Civil (por el que todos tenemos los mismo derechos), otorga a la administración esferas mayores y excepcionales creándose así una situación de desigualdad entre el ciudadano y la administración y siempre a favor de la administración.
Cabe aclarar que si bien el Derecho Administrativo es un derecho privilegiado también es un Derecho Administrativo pues no dispone del principio de la voluntad sino que por el contrario está limitado materialmente por la Constitución y concretamente por el artículo 103 que establece que la administración sirve para los intereses generales y con eficacia, y por el 9.3 que prohíbe que la administración incurra en ningún tipo de arbitrariedad.
Además por su consideración de derecho privilegiado y en un intento de agilizar su funcionamiento se le dota de una serie de prerrogativas que en ocasiones pueden llegar a ser abusivas y que son:
1. Autotutela: es la propia administración quién resuelve su propios conflictos ya que los actos de la administración se presuponen judicialmente válidos.
2. Autotutela ejecutiva: además de decidir tiene derecho a ejecutar la decisión. Es una característica exclusiva del Derecho Administrativo español y que no se da en ningún otro derecho continental.
3. Inembargabilidad de bienes públicos.

Actualmente, esos privilegios se han matizado, en lo concerniente a España la “Ley Paredes” estableció lo que se conoce como el sistema mixto y en 1956 se creó el sistema de control judicial.
Mediados del siglo XX
El Derecho Administrativo español de antes de la mitad del siglo XX era un derecho con un marcado favoritismo en pos de la administración. Sin embargo todo estaba por cambiar debido por una parte al fracaso del nacional- catolicismo que se intentó llevar a cabo por Franco, y por otra a la alianza que se produjo con EE. UU. y Europa Atlántica como consecuencia del fracaso del mismo y en un intento de tapar ese fallido intento. Es entonces cuando ese derecho administrativo con poderes desmesurados ve su final.
Se debió principalmente al hecho de que para que la alianza contraída surtiera efecto u empresas extranjeras invirtieran en España era necesario poder dar ciertas garantías a esas inversiones y claro estaba por entonces que con una administración prácticamente omnipotente eso no podía asegurarse. 
Por todo ello se dota de un entramado jurídico al derecho administrativo español propio de un estado de derecho (pero en una dictadura) y la cual se debió principalmente a tres leyes:
1. Ley de expropiación forzosa de 1954.
2. Ley de jurisdicción contencioso-administrativo de 1956: comienza el control judicial de la administración excepto en los actos políticos.
3. Ley de procedimiento administrativo de 1958: establece el procedimiento en las actuaciones de la administración y los derechos de los ciudadanos.

A partir de la Constitución de 1978
Tras la muerte de Franco y una vez iniciada la constitución es cuando finalmente se desarrolla el derecho administrativo español. El nuevo texto constitucional, es decir, la Constitución Española de 78 genera un impacto sobre el Derecho Administrativo a partir de unos postulados muy básicos: 
- Art. 9.2 se fija la normatividad de la CE, es decir la constitución es la norma suprema de nuestro ordenamiento y como tal el resto de normas infraordenadas deben de resultar coherentes con estas para poder ser aplicadas. Y el principio de legalidad.
- Art. 103 se limita materialmente la actuación de las administraciones públicas supeditándolas al interés general y estableciendo que deben actuar con eficacia.
- Arts. 102 y 103 le otorgan una reserva de Ley.
- Art. 105 establece mandato al legislador para poder reconocer derechos a los ciudadanos como derecho de audiencia, acceso a los registros, a escuchar alegaciones.

Además de estos derechos la Constitución Española reconoce estos y una serie de derechos fundamentales como en el art 24, donde se establece la tutela judicial efectiva- derecho a que los conflictos los resuelvan los jueces- y se establecen medidas de justicia cautelar.
Del Derecho Administrativo Español.
Cabe decir que si bien es cierto que la Constitución Española supuso un gran cambio para el Derecho, también lo supuso para el Derecho Administrativo, pero igual de cierto es que este cambio no fue tan traumático para el Derecho Administrativo gracias al cambio que se había dado ya anteriormente a partir de mediados del siglo XX. Si bien cabe recordar que en 1998 la ley 29/98 sustituyó a la jurisdicción contencioso y la de procedimiento administrativo fue modificada por la ley 30/1992 pero que la de expropiación forzosa aún sigue vigente.
La ley 30/1992, de 26 de noviembre, de Régimen Jurídico de las Administraciones Públicas y del Procedimiento Administrativo Común, ha sido derogada por la Ley 39/2015, de 1 de octubre, del Procedimiento Administrativo Común de las Administraciones Públicas y la ley 40/2015, de 1 de octubre, de Régimen Jurídico del Sector Público, que entraron en vigor al año de su publicación en el BOE núm. 236, de 02/10/2015, al igual que la Ley 11/2007, de 22 de junio, de Acceso Electrónico de los Ciudadanos a los Servicios Públicos. 
La legalidad otorga facultades de actuación, definiendo sus límites, apodera y habilita a la administración para su acción confiriéndole al efecto poderes jurídicos.
La atribución expresa y específica de las potestades administrativas es una forma de atribución aplicable a todos los casos. Existe una distinción en el modo en que se realiza esa atribución, y ello da lugar a dos tipos de potestades: regladas y discrecionales.

### Potestades regladas
En las potestades regladas, la ley define todas y cada una de las condiciones de ejercicio de la potestad, de modo que construya un supuesto legal completo y una potestad aplicable al mismo también definida en todos sus términos y consecuencias. 
En este tipo de potestad no se deja margen de actuación, la administración solo debe de constatar el supuesto de hecho legalmente definido de manera completa y aplicar en presencia del mismo lo que la propia ley ha determinado exhaustivamente para después constatarlo con el tipo legal.

### Potestades discrecionales
En las potestades discrecionales la Ley define ciertos aspectos pero no todos y remite a la estimación subjetiva de la administración el resto de las condiciones.
Aquí si que existe un margen de actuación de la administración. Además, comporta un elemento diferente ya que se incluye una estimación subjetiva de la administración con la que se completa el cuadro legal que condiciona el ejercicio de la potestad o su contenido particular. Es una estimación que surge del llamamiento expreso de la Ley (está prevista en la Ley) y que otorga a la administración esa posibilidad. 
Así pues, se debe tener claro que no supone una libertad de la administración frente a la norma, sino una remisión de ésta a la administración para que complete el cuadro regulativo de la potestad mediante una estimación administrativa, que se deberá hacer de forma concreta y particular en cada caso y nunca de forma normativa general. En este tipo de potestad la discrecionalidad nunca podrá referirse a toda la potestad sino sólo a una parte de ella.
Son cuatro al menos, los elementos que deben de estar determinados por la Ley: la existencia de la potestad, su extensión, la competencia para llevarla a cabo referida a un ente determinado, y el fin para el cual y con el cual ha de cumplir dicha potestad, ya que los poderes son otorgados por la ley para cumplir con una finalidad específica.

### Control de la discrecionalidad
Que una decisión sea discrecional no significa que sea libre, no es una carta blanca sino que tiene métodos de control, la solución es fruto de un reconocimiento de arbitrio y los mecanismos de control son: 
 Principio de proporcionalidad; es importante este principio que a su vez se divide en tres juicios independientes dentro del propio juicio de proporcionalidad: 
- Análisis de racionalidad, solo será apta si se utiliza para cumplir con el fin.
- Estudio de si la medida conduce a lograr ese fin, una vez tenemos la medida para lograr el fin escoger la menos lesiva para el resto de bienes jurídicos.
- Una vez seleccionada la medida apta, y entre las aptas la menos lesiva ha de ser una medida que cuando se lleve a cabo proporcione más beneficios que perjuicios ocasiona.

Desviación de poder: es controlar la finalidad de una decisión administrativa, es una construcción jurídica originaria de Francia, la cual sostiene que la administración goza de unas potestades que solo es legítimo que las use cuando lo haga para conseguir los fines que justifican que tenga ese poder, aunque la búsqueda de fines sea objetiva y no contaminada.
A modo de ejemplificar este caso, aludiremos al primer caso de desviación de poder que hubo. Fue en Francia y el conflicto surgió entre el alcalde de un pueblo y el cura del mismo pueblo de Francia. En este caso, el alcalde, haciendo uso de sus potestades prohíbe al cura tocar la campana de la iglesia porque decía que ello provocaba una perturbación ambiental. Sin embargo, el cura lo recurre y llega al Consejo de Estado Francés. Este, dice que aunque el alcalde tiene la potestad para proteger la salud de los ciudadanos, en este caso se ha utilizado dicha potestad de forma viciada, es decir, para otro fin distinto del cual para el que la norma se previó, y que en este caso era evitar que la gente fuera a misa.
El mayor problema de las desviaciones de poder es que son muy difíciles de probar, aunque cuando ello se demuestra conlleva la nulidad del acto administrativo.
Conceptos jurídicos indeterminados: los conceptos utilizados por las Leyes pueden ser determinados (delimitan el ámbito de realidad al que se refieren de una manera precisa e inequívoca) o indeterminados (la ley se refiere a una esfera de realidad cuyos límites no aparecen bien precisados en su enunciado, pero intenta delimitar un supuesto concreto).
Aunque la ley en los conceptos indeterminados no precisa exactamente los límites del mismo ya que no se pueden determinar con exactitud (por ejemplo la buena fe), si que es cierto que la indeterminación del concepto permite que sea precisado en el momento de la aplicación... Para ello la ley utiliza dos tipos de concepto, de experiencia y de valor, que están referidos a un supuesto concreto y que por tanto, solo admitirán una solución. (Por ejemplo habrá o no habrá buena fe pero no a medias). Así pues, aunque haya una indeterminación del enunciado la solución siempre será una única solución justa.
La aplicación de este concepto se delega en la administración mediante su valoración referida a un supuesto concreto pero que en ningún momento puede confundirse con el uso de las potestades discrecionales. No se pueden confundir porque en las potestades discrecionales hay una pluralidad de soluciones justas, pero en los conceptos indeterminados en cambio solo habrá una única solución justa. Además, de que la discrecionalidad es la aplicación de criterios extrajudiciales mediante una valoración de la administración mientras que en los conceptos indeterminados es la aplicación de la ley, a un determinado supuesto concreto y que solo permitirá una única solución sobre la base de la aplicación de ese concepto indeterminado que producirá una única solución.
 Discrecionalidad técnica: se denomina así porque el ordenamiento atribuye la valoración de supuesto a un especialista, por ejemplo la determinación de la incapacidad de una persona discapacitada.
Al hablar de control de la discrecionalidad, además de lo antes mencionado, estamos aludiendo a la división de poderes, y al control de estos. Es por ello, los jueces, en general el poder judicial, debe y puede controlar que las decisiones administrativas sean conformes a la Ley, y existe pues, derivado de ese control, la posibilidad de que las decisiones administrativas sean sustituidas por la de los jueces. En este sentido, la doctrina se basa para afirmar esto, en el hecho de que solo hay una decisión correcta (aunque haya muchas soluciones justas posibles) y es el juez quién puede evaluar y en su caso, cuando sea pertinente, sustituir con su decisión la actuación administrativa.

## Reglamentos

### Reglamentos de necesidad
Los reglamentos contra legem o de necesidad solo pueden encontrarse en situaciones de verdadera necesidad, de emergencia. En dichos casos el principio salus suprema lex est se coloca por encima del principio de primacía de la ley, que queda para esos casos transitoriamente derogado. 
Este reconocimiento de la posibilidad de que el reglamento se imponga en determinadas circunstancias a la ley es una concreción del Derecho Administrativo Español y que no se da en todos los ordenamientos. 
En España se contempla para dos supuestos: 
1. De acuerdo con el art 21.1 m) de la ley reguladora de bases del régimen local de 1985, se concede al alcalde la posibilidad de Adoptar personalmente, y bajo su responsabilidad, en caso de catástrofe o de infortunios públicos o grave riesgo de los mismos, las medidas necesarias y adecuadas dando cuenta inmediata al Pleno.
2. En las situaciones previstas en el art 116 de la constitución, en las cuales, y de acuerdo con lo dicho se pueden adoptar medidas necesarias y adecuadas siempre y cuando conduzcan a resolución de la situación.

En estos tipos de supuestos excepcionales, las autoridades (de gobierno, civiles o de carácter militar), quedan habilitadas para actuar en contra de lo prescrito por las leyes formales o para oponerse a las mismas. Pero esas actuaciones no son contra legem, pues mientras dure esa situación las leyes formales se derogan transitoriamente o se exceptúan, y por medio de reglamentos de necesidad se regula la situación. Siendo así, constitucionales.

### Reglamentos independientes
“Un reglamento independiente es un reglamento que no completa ni desarrolla ninguna Ley previa, sino que surge al margen de toda Ley de habilitación y que se sostiene por sí mismo como reglamento”.
Eduardo García de Enterría, “ Curso de derecho administrativo vol I, thomson civitas”

Un reglamento independiente solo es posible en el ámbito de las materias organizativas. Está, por tanto, excluido del ámbito normativo externo de la administración que implique la definición “ abstracta” de deberes y obligaciones para los particulares, porque esas materias están reservadas constitucionalmente a la Ley.
En cuanto a los reglamentos organizativos, la administración dispone de un poder de autodisposición para poder cumplir con los objetivos establecidos en el artículo 103 de la Constitución Española. Tiene una potestad de organización propia de su naturaleza, pero esa potestad está limitada por las reglas que la constitución establece para la organización administrativa (art 97, 103, 104, etc). Pero dentro del marco delimitado por la Constitución y por las leyes, la administración puede autodisponer de su potestad organizativa en función de sus necesidades, tal y como considere oportuno en cada contexto.
Tal como menciona García de Enterría en su manual, los reglamentos de carácter normativo no pueden ser independientes por la mera razón de que en un estado moderno y de derecho como el Español, la creación de derecho objetivo para los ciudadanos no puede hacerse al margen de la Ley salvo en los casos en que la propia Constitución así lo haya previsto.
Así pues la Sentencia del Tribunal Constitucional de 11 de abril de 1981 concretó que “el reglamento independiente de la Ley solo es admisible tras la Constitución en el ámbito interno con fines puramente auto organizativos o en el marco de las relaciones de sujeción especial, pero no cuando regula abstractamente derechos y obligaciones de los ciudadanos en situaciones de sujeción especial".

### Reglamentos y su relación con la ley
Se entiende por reglamento “toda norma escrita dictada por la administración” (García de Enterría, curso dº administrativo I, Thomson Civitas, pág. 181). Es más, de acuerdo con el principio de jerarquía normativa, establecido en la Constitución Española en su artículo 9.3, se deduce que el reglamento es una norma escrita como la Ley, pero de carácter supletorio, que no puede contradecir a Ley y que solo actúa allí donde la Ley se lo permite. 
En este sentido, la Sentencia de 14 de junio de 1982 recalca este aspecto diciendo “ la distinción clásica entre la Ley y el reglamento recibe su sentido de la necesidad de diferenciar, en razón de sus fuentes, las normas procedentes de un poder potencialmente ilimitado y las dictadas por otro que, por el contrario, es radicalmente limitado y, salvo muy contadas excepciones, sólo puede actuar cuando el primero lo habilita”.
El artículo 53.1 de la Constitución Española establece «los derechos y libertades reconocidos en el capítulo II del presente título vinculan a todos los poderes públicos. Solo por Ley, que en todo caso deberá respetar su contenido esencial, podrá regularse el ejercicio de tales derechos y libertades».
De este artículo, y tal como concreta Eduardo García de Enterría, puede concluirse que: 
1. Todos los derechos y libertades proclamados como fundamentales vinculan a la administración y que, ni por reglamentos, ni por decisiones singulares, salvo en los términos en la propia Constitución o las Leyes Orgánicas de desarrollo pueden disponer, la administración puede interferir el ámbito del libre desenvolvimiento individual.
2. De acuerdo con la Constitución Española en su artículo 81.1, la STC (Sentencia del Tribunal Constitucional) del 22 de febrero de 1982 recuerda que el desarrollo de los Derechos Fundamentales y libertades públicas, habrá de hacerse mediante Ley Orgánica.
3. Además, de acuerdo con la doctrina de Eduardo García de Enterría, no es sólo el desarrollo directo lo que debe hacerse por Ley, sino también cualquier regulación que incida sobre el ejercicio de tales derechos y libertades y sirva para promover su correcto desarrollo.
4. Que cualquier Ley que regule Derechos Fundamentales y libertades públicas tiene como límite para su regulación el respeto al contenido esencial del mismo derecho o libertad, artículo 53.1 de la Constitución española.

En este sentido, la doctrina constitucional ha confirmando la imposibilidad de los reglamentos de regular materias como norma principal y sin ser llamados por la Ley: STC de 22 de junio y 22 de diciembre de 1987, de 26 de abril de 1990, de 14 de enero, 15 de abril, 1 de junio de 1991 donde se declaró: “El gobierno no puede crear derechos ni imponer obligaciones que no tengan su origen en la Ley”. Así pues, debemos entender el reglamento como una norma complementaria a la Ley pero nunca como norma principal.
No ha de confundirse el ejercicio natural de la potestad reglamentaria del Gobierno, establecida por el artículo 97 de la Constitución, con la función de ejercer potestades legislativas, bien por directa habilitación de la Constitución vía Decreto Ley, artículo 86 de la Constitución, o bien previa intervención de las Cortes Generales mediante "delegación legislativa", cuyo resultado final del ejercicio de dicha delegación es el Decreto Legislativo. Tanto en uno como en otro, y a diferencia de los reglamentos, se exige la intervención previa o posterior del Parlamento. 
Ni el Decreto Ley, ni el Decreto Legislativo pueden ser aprobados por ente distinto al Gobierno, cuya configuración se identifica con el Consejo de Ministros, según el artículo 98.1 de la Constitución y el artículo 1.2 de la Ley 50/1997 de 27 de noviembre, del Gobierno. Y finalmente, se establecen límites materiales al contenido de los Decretos Ley o Decretos Legislativos. En el primero se impide afectar "al ordenamiento de las instituciones básicas del Estado, a los derechos, deberes y libertades de los ciudadanos regulados en el Título Primero de la Constitución, al régimen de las Comunidades Autónomas, ni al derecho electoral general", y en el Decreto Legislativo las materias propias de Ley Orgánica, por requerirse dicho formato de ley, y exigirse la aprobación del proyecto en votación final del Congreso de los Diputados por mayoría absoluta, además exige la Constitución que la delegación legislativa sea expresa, no puede entenderse que la habilitación para desarrollar una ley conlleve la habilitación para dictar Decreto Legislativo. En la delegación legislativa todo contenido aprobado, que exceda dicha delegación, tendrá el valor de reglamento y no de ley.
Finalmente la reserva de Ley establecida por la Constitución en diferentes momentos, como por ejemplo la referencia en los artículos 52, 54, 70, 122 o 127, viene a imponer que cierta parte ha de ser preestablecida por la Cortes Generales y éstas, mediante habilitación en la Ley, autoricen al Gobierno a dictar reglamentos de desarrollo, así hace referencia la STC 71/1982 en la que se recuerda la función complementadora del reglamento, función que puede darse de nuevo y sin previa intervención de la Constitución en otras materias, que sin ni siquiera contemplarse en la Constitución las Cortes Generales han querido tratar con rango de Ley y derivar el resto de aspectos al Gobierno mediante la autorización pertinente en la propia Ley. Véase el caso de la Ley 37/2003, de 17 de noviembre, del Ruido, en su Disposición Final Segunda, donde se habilita al Gobierno a dictar "las normas de desarrollo que requiera esta Ley". O puede darse el caso inverso en materias no reservadas por la Constitución, en las que las Cortes, mediante nueva Ley, deroguen la Ley previa o permitan la derogación o modificación del contenido por vía de reglamento, es decir despojar a la norma de su rango de ley quedando vulnerable al reglamento. Efecto inverso puede darse en el que las Cortes Generales recoja un reglamento y le confiera valor de Ley, quedando fuera del alcance del poder reglamentario.

### Inderogabilidad singular de los reglamentos
En España, el artículo 52.2 LPC reformula una vieja norma contenida en la LRJAE “ las resoluciones administrativas de carácter particular no podrán vulnerar lo establecido en una disposición de carácter general, aunque aquellas tengan igual o superior rango a estas”.
Según esto, tal como dice Eduardo García de Enterría, la autoridad que ha dictado el reglamento no puede mediante un acto singular excepcionar para un caso concreto la aplicación del reglamento, a menos que, naturalmente, este mismo autorice la excepción o dispensa. Así pues y de acuerdo con lo dicho por Enterría, la inderogabilidad singular de los reglamentos constituye más que un verdadero límite a la potestad reglamentaria de la administración, una regla en orden a la aplicación de las normas reglamentarias.
La inderogabilidad singular del reglamento es una prohibición de derogación para un caso singular alguno de los preceptos establecidos por una norma con carácter general.
	Sin embargo, dado que esta prohibición parece contrariar aquello de “quién puede lo más puede lo menos”, se han dado diversos argumentos para justificar la necesidad de su existencia: 
1. se trata de evitar que se den situaciones en las que por medio de la dispensación singular se produzcan situaciones injustificadas de favor en beneficio de personas determinadas.
2. la inderogabilidad no prohíbe el trato desigual, sino que se prohíbe que se realice cuando no lo prevea el reglamento. En este sentido, debe tenerse en cuenta el artículo 14 de la CE y la doctrina del tribunal constitucional que mantiene que “lo que se condena son las discriminaciones arbitrarias”.[3]
3. Es el argumento con más peso actualmente, dado que la administración es un sujeto de derecho, por consiguiente, estará sometida a todo ordenamiento, y por ende, también a todos sus reglamentos. Es más, la principal función del ordenamiento en relación a la administración consiste atribuirle potestades a la administración, pero siempre con unos límites. Así pues, al estar la administración sometida a sus reglamentos, y cuando estos no prevean la posibilidad de la dispensa singular, es excepción o dispensa de aplicación de la norma general para ese supuesto supondría una infracción del reglamento mismo.

Aun a pesar de que la administración tiene el poder de derogar reglamentos, de ese poder no puede, ni debe entenderse que por ello se puede desconocer o inobservar el reglamento en determinados casos concretos sin que ello suponga una vulneración al principio de legalidad (siempre que no se encuentre contemplando) pues la administración como sujeto de derecho debe vigilar y atenerse siempre a lo dispuesto por la norma

## Principio de autotutela

### Autotutela conservativa y autotutela agresiva
Tal como mantiene G. de Enterría, la autotutela conservativa protege una situación dada, resiste a la pretensión de un tercero de alterar dicha situación, mientras que la autotutela agresiva tiene por contenido una conducta positiva, y produce una mutación en el estado actual de las cosas, aunque proteja una situación anterior.

### Autotutela declarativa y presunción de legalidad de los actos administrativos
Todos los actos administrativos salvo aquellos que expresamente la Ley lo determine, son ejecutorios, por lo que obligan a cumplir aunque no se esté de acuerdo con ellos.
Se suele decir que la decisión administrativa goza de una “presunción de legalidad’’ que hace que su cumplimiento sea obligatorio. Se habla de dicha presunción porque la para que esa decisión sea obligatoria no se precisa de un control precio judicial y porque ese control solo es posible cuando la administración ya haya decido de manera ejecutoria. De la presunción de legalidad, tal como mantienen algunos juristas, entre ellos García de Enterría se deduce: 
- la declaración administrativa que define una situación jurídica nueva crea inmediatamente esta situación, ya que el art 57.1 LPC (39.1 en la nueva LPC vigente desde el 02/10/2016) dice que los actos de las administraciones se presumirán válidos y producirán efectos desde el momento en que se dicten, salvo que en ellos se disponga otra cosa.

- La presunción de legalidad es una presunción iuris tantum y no definitiva, pero que no tiene el valor de una sentencia declarativa y por tanto, tampoco del valor de “la cosa juzgada”. Esa presunción, es una técnica para imponer el inmediato cumplimiento de las decisiones administrativas, estableciendo una capacidad de autotutela de la administración y dispensándole de obtener una autorización de los tribunales, pero que no significa que esa decisión no pueda ser controlada a posteriori por los tribunales.

Esto implica que será el ciudadano el que deba recurrir, y actuar como demandante para romper esa presunción cuando lo estime, ya que en caso contrario el acto se presumirá válido.
Si la administración no prueba todos los aspectos necesarios o da algunos hechos por probados sin más, esa decisión no será válida. Es por ello, que en el proceso sancionatorio el administrado puede recurrir sobre la base de la presunción de inocencia esa sanción para aquellos casos en que no esté acreditada de forma adecuada. En este sentido la STC 26 de abril de 1990 estableció que el derecho a la presunción de inocencia comporta que la sanción se base en actos o medios probatorios de cargo o incriminadores de la conducta reprochada, sin que nadie esté obligado a probar su propia inocencia y que cualquier insuficiencia de las pruebas practicadas libremente valoradas por el órgano sancionador debe traducirse en un pronunciamiento absolutorio.
Es decir, la autotutela declarativa de la que goza la administración hace que sea el administrado el encargado de aportar las pruebas e iniciar un procedimiento impugnatorio para impedir o destruir la eficacia inmediata de las decisiones administrativas sobre la base de este tipo de autotutela, ya que de lo contrario esos actos son válidos, obligatorios y plenamente eficaces.

### Autotutela ejecutiva
Además de la autotutela declarativa la administración goza también de la autotutela ejecutiva, es decir, que además de presumirse válidos sus actos puede hacer uso de la coacción frente a terceros para ejecutar esos actos.
La autotutela ejecutiva suele estar referida a la ejecución forzosa de los propios actos de la administración cuyos destinatarios resisten a su cumplimiento. Pero además, de la ejecución forzosa donde el acto administrativo juega un papel de “título ejecutivo”, donde se parte de una acto previo que la administración desea realizar y para ello se sirve de esa coacción, además, existe también la llamada coacción directa, donde no se parte de una acto previo, sino que directamente la administración defiende su posesión sobre los bienes, pero sin que antes hubiera un acto previo sobre los mismos.
El artículo 95 LPC establece que todos los actos administrativos pueden ser objeto de ejecución forzosa salvo que una Ley los excluya y obligue a acudir a los tribunales.
Esa autotutela sigue siendo previa y no definitiva, así pues aunque se aplique ello no imposibilita el conocimiento ulterior por parte de los tribunales contencioso-administrativo, que puede estar referido a la validez del acto que juzgó como a la validez misma de la ejecución forzosa y la observancia de sus límites.
En dicha ejecución, se prohíbe de forma importante la inmisión judicial en la misma, ya que es un ámbito reservado formalmente a la administración y donde los jueces solo pueden intervenir por la vía estricta que permite el recurso contencioso-administrativo. Solo hay una excepción a esta regla, que se fundamenta en el art 117.3 CE’78, y es en el caso de sentencias firmes contra la administración.

### Autotutela reduplicativa o de segunda potencia
Al hablar de autotutela reduplicativa o de segunda potencia nos estamos refiriendo a tres técnicas concretas:
- Interposición de vías preceptivas previas antes de permitir el acceso a los tribunales de quienes pretendan impugnar declaraciones ejecutivas.
- Construcción de una potestad sancionadora directa de la administración, mediante la cual se sancionará al administrado cuando no cumpla y sin necesidad de autorización previa de los tribunales para ello.

Esta potestad sancionatoria de la administración es una forma de refuerzo de la autotutela ejecutiva de la que la misma dispone, ya que para estos casos, el particular además de la ejecución forzosa puede ser destinatario también de una sanción de la Administración.
- El principio solve et repete, por el cual a la hora de recurrir los actos administrativos que declarasen una deuda pecuniaria, se debía primero pagar tal deuda para después poder recurrir.

### Límites de la autotutela administrativa.
Tal como mantiene Enterría y de acuerdo con la legislación vigente, la prohibición de interdictos contra la administración solo se refiere a las actuaciones de los órganos administrativos realizadas en materia de su competencia y de acuerdo con el procedimiento legalmente establecido (art 101 LPC). 
Sin embargo, cuando falte el acto previo que sirva de fundamento jurídico a la actuación material, o esté afectado por alguna irregularidad que pueda dar lugar a la nulidad del mismo, dicha actuación se considerará “indigna de protección", y por tanto, susceptible de ser intervenido por los tribunales ordinarios.
Además, la vinculación existente de la administración con sus actos declarativos, supone la imposibilidad de que ésta vuelva sobre ellos por medio de otros de signo contrario, con la salvedad de los actos radicalmente nulos. Pero, excepcionando dicha salvedad, para el resto de casos, la administración carece de esa facultad de revisión y en el caso de querer ejercerla, solo lo podrá hacer por medio de recurso de lesividad ante los tribunales contencioso- administrativo.

### Abusos de autotutela
Los privilegios de autotutela de los que goza la administración encuentra su fundamento en el artículo 103 de la Constitución Española de 1978, es decir, en la necesidad de que la administración gestione objetivamente y lo más eficazmente posible los intereses públicos, y ello no se puede ni debe paralizar por la necesidad de recabar las asistencias judiciales oportunas en cada caso.
Sin embargo, estos privilegios, tanto autotutela declarativa como ejecutiva, dan lugar a que en ocasiones la administración haga un uso abusivo de las mismas y no permitido por Ley
Entre estos abusos, destaca el ámbito sancionador o represivo en donde la administración hace un uso de estas potestades por dos vías tal como mantiene García de Enterría:
Primero, técnica de la sanción administrativa ya no solo en el incumplimiento de obligaciones especiales sino también, a las infracciones contra el ordenamiento general, en el ámbito de las relaciones de supremacía. Aunque, en este tipo la administración no puede imponer penas privativas de libertad pues la Constitución Española de 1978 lo prohibió.
Segundo, haciendo disponibles como sanción administrativas bienes básicos de la vida civil, la libertad…
Sin embargo, el Tribunal Constitucional destacó la posible inconstitucionalidad de estas técnicas, ya que dijo que el privilegio de decisión ejecutoria debe de interpretarse de forma restrictiva, en aras de garantizar la plena y efectiva tutela judicial. A lo que se añadió, que por tanto no lo sería si el acto administrativo sancionador se ejecuta antes de su firmeza porque desconociéndose si la sanción será o no definitiva se producen una serie de perjuicios en el administrado de difícil reparación moral y personalmente.

## Acto Administrativo
Se puede entender como Acto jurídico de voluntad, de juicio, de conocimiento o deseo dictado por la Administración Pública en el ejercicio de una potestad administrativa distinta de la potestad reglamentaria, tal como mantiene el profesor español Eduardo García de Enterría.
Así pues, es una manifestación del poder administrativo, cuya característica es que se adopta en vía de decisión singular, en contra del acto del legislador (Reglamento) que es de carácter general, caracterizado por ser una imposición unilateral, imperativa y con consecuencias jurídicas para el destinatario.

### Características del acto administrativo
- Se trata de una declaración, por lo que quedan excluidos los actos de la Administración puramente materiales (redacción de un oficio, una demolición, el asfaltado de una calle).

La declaración puede implicar una decisión de la Administración; una constancia o certificación de algo o incluso una mera declaración de un hecho o derecho preexistente.
- Ha de proceder de un sujeto de la Administración con competencia para realizar el acto.
- Deben constituir ejercicio de la potestad administrativa y estar sujetos al Derecho administrativo.

Los actos administrativos pueden ser objeto de recurso judicial.
- Los actos administrativos son unilaterales. Esto excluye a aquellos en cuya formación concurren dos o más voluntades.

- Es una declaración de voluntad, pero no todas las manifestaciones con origen en la administración son actos administrativos, sino sólo las que imponen consecuencias jurídicas al administrado (favorables o desfavorables). Las manifestaciones de la administración que no producen consecuencias jurídicas son actuaciones administrativas y no actos administrativos.

- Son directamente ejecutivos, por lo que si el particular se opone al cumplimiento la administración puede imponer el cumplimiento forzoso sin necesidad de acudir previamente al juez.

Además, podemos destacar las siguientes características del acto administrativo: 
- Carácter intelectual. Es una declaración de carácter intelectual en la que se manifiesta una ponderación de intereses, conocimientos y el juicio de la Administración Pública. Hay un procedimiento fundamentado en un desarrollo lógico para llegar a una conclusión definitiva.
- Sometimiento al derecho administrativo. Es un acto jurídico que, una vez agotada la vía administrativa, está sometido al control de la Jurisdicción Contencioso-Administrativa, no al derecho privado. Asimismo, no tienen la consideración de actos administrativos los actos de las entidades de derecho público sujetas al derecho privado.
- Emana de una administración pública.

### Clases de actos administrativos

#### A. Actos de trámite y actos resolutorios
Un acto resolutorio finaliza el procedimiento administrativo y, asimismo, refleja una decisión final de la administración. Los actos de trámite, en cambio, son actos administrativos preparatorios del acto resolutorio: la suma de actos de trámite es igual al acto resolutorio. No resuelven el fondo del asunto. Son ejemplos del acto de trámite un requerimiento para acreditar la representación o el trámite de audiencia. Cuando agoten la vía administrativa, los actos resolutorios pueden impugnarse mediante el recurso potestativo de reposición o ante la Jurisdicción Contencioso-Administrativa. El acto de trámite, en cambio, no puede ser objeto de impugnación, a menos que tenga carácter de cualificado. Tienen dicho carácter los actos de trámite que (art. 107.1 LAP): 
- Decidan directa o indirectamente el fondo del asunto.
- Determinen la imposibilidad de continuar el procedimiento (ej.: si un candidato no supera un examen en un proceso de selección de funcionarios y por tanto, no puede seguir adelante en el proceso).
- Produzcan indefensión (ej.: si el administrado en un procedimiento pide a un Consulado español una prueba acreditando que él estaba fuera de España en un momento determinado, y el Consulado rechaza la solicitud, el acto de rechazo tendrá carácter cualificado).
- Produzcan perjuicio irreparable a derechos e intereses legítimos (ej.: el cierre de una vía pública que provoca la paralización de un negocio que depende de la vía para su actividad comercial).

En todos estos actos de trámite cualificados, así como en los actos resolutorios que agotan la vía administrativa, podrán interponerse por los interesados el recurso de alzada o el potestativo de reposición, según proceda (art. 107.1 LAP). En el caso del acto de trámite cualificado, normalmente se puede interponer el recurso de alzada, y, excepcionalmente, cuando agote la vía administrativa, el recurso de reposición. El acto de trámite cualificado agota la vía administrativa cuando haya sido dictado por un órgano que carezca de superior jerárquico y cuando alguna norma lo establece así.

#### B.	Actos favorables y actos de gravamen
Los actos favorables son aquellos que mejoran la situación del administrado. Pueden ser, por ejemplo, una beca, una subvención o el nombramiento de un funcionario. Los actos de gravamen, en cambio, limitan o restringen los derechos e intereses del administrado. Pueden ser, por ejemplo, una sanción, un procedimiento de expropiación o la imposición de un gravamen tributario. Todo acto puede tener doble perfil. Por ejemplo, la retirada del carnet de conducir de un sujeto puede ser un acto de protección por los demás. 

#### C.	Actos que agotan la vía administrativa y actos que no la agotan
Esta clasificación nos sirve para determinar qué recurso se puede interponer contra un acto, según sea agotada o no la vía administrativa. Es una clasificación de los actos resolutorios (finalizadores del procedimiento administrativo) y actos de trámite, de los cuales hay actos que agotan y otros que no agotan la vía administrativa. 
Si no se agota la vía administrativa, es preciso interponer un recurso administrativo y agotarlo antes de acudir a la Jurisdicción Contencioso-Administrativa. Si está agotada la vía administrativa, se puede acudir directamente a la jurisdicción contencioso-administrativa. A pesar de poder ir, hay un recurso potestativo que se puede interponer antes de acudir a la justicia—el recurso de reposición—ante el órgano que, en vía de gestión, dictó el acto recurrido, que el órgano es competente a resolver. Por este recurso, el administrado puede reintentar de convencer la administración de cambiar su decisión.
El art. 109 de la Ley de Régimen Jurídico de las Administraciones Públicas enumera los diferentes actos que agotan la vía administrativa: (i) Las resoluciones de los recursos de alzada; (ii) Las resoluciones de los procedimientos de impugnación a que se refiere el art. 107.2 LAP (supuestos que sustituyen el recurso de alzada en ámbitos sectoriales determinados o por otros procedimientos de impugnación, reclamación, conciliación, mediación y arbitraje); (iii) Las resoluciones de los órganos administrativos que carezcan de superior jerárquico, salvo que una ley establezca lo contrario (ej.: una ley que prevé que, aunque un alcalde no tenga superior, su decisión no agota la vía administrativa); (iv) Las demás resoluciones de órganos administrativos cuando una disposición legal o reglamentaria así lo establezca; y (v) Los acuerdos, pactos, convenios o contratos que tengan la consideración de finalizadores del procedimiento (ej.: un acuerdo entre la Administración tributario y el contribuyente respecto a la no-presentación de la declaración de impuestos).

### Elementos del acto administrativo

#### Subjetivos
Sujeto activo.

El acto administrativo solo puede ser dictado por la Administración Pública, pero además debe ser el órgano competente. Esta competencia puede ser:
- Por razón del territorio, en virtud de la cual cada órgano administrativo tiene competencia frente a sus iguales en el territorio que se le asigne. El acto administrativo dictado por órgano incompetente territorialmente es nulo de pleno derecho.
- Por razón de la materia, en virtud de la cual a cada órgano de la Administración se le atribuyen competencias en una o más materias. El acto administrativo dictado por órgano incompetente por razón de la materia es nulo de pleno derecho.
- Por razón de la jerarquía, en virtud del cual se atribuye la competencia a unos órganos preferentemente respecto de sus superiores o inferiores. El acto administrativo dictado por órgano incompetente por razón de la jerarquía es anulable.

Si actúa un órgano incompetente, existiría un vicio en este elemento y se produciría lo que se conoce como "exceso de poder".
También se requiere que los titulares del órgano no estén incursos en las causas de abstención y recusación previstas en la Ley para garantizar la objetividad de su actuación.
Además, no necesita de otros sujetos de derecho y no tiene porque ser siempre una administración la que actúe sino que excepcionalmente se acepta que sean producidos por agentes privados, como:
- Autoridad administrativa de Facto: en una situación de necesidad se entienden como actos de la administración actuaciones de entes públicos.
- En otras ocasiones, es el propio legislador el que delega funciones administrativas en sujetos privados que ejercen funciones públicas y actos administrativos. Son delegables todos los actos con excepción de los actos de autoridad, los cuales no pueden ser delegados.

Sujeto pasivo

El destinatario del acto, los hay de carácter general, que el destinatario es una colectividad y los individuales.

#### Objetivos
Presupuesto de hecho: son presupuestos por la norma para que el acto pueda y deba ser dictado por la Administración. El supuesto de hecho, proviene directamente de la norma atributiva de la potestad, es siempre, un elemento reglado del acto, y por tanto perfectamente controlable por el juez. Si el presupuesto legalmente tipificado no se cumple en la realidad, la potestad legalmente configurada en función de dicho presupuesto no ha podido ser utilizada correctamente.
La valoración política del supuesto podrá ser objeto de apreciación discrecional.
El fin: al configurar la potestad, la norma de manera explícita o implícita, le asigna un fin específico, que de pronto es siempre un fin público. Pero que se matiza significativamente en cada uno de los sectores de actividad como un fin específico. El acto administrativo es el ejercicio de una potestad, que debe servir a ese fin típico, el cual incurriría en vicio legal si se aparta de él o pretende servir a una finalidad distinta aun cuando se trate de otra finalidad pública.
Causa: es la efectividad de ese servicio al fin normativo concreto por el acto administrativo debe reservarse, justamente, al concepto de causa en sentido técnico.
El concepto de causa se debe diferenciar del fin. Así por ejemplo, el fin de la potestad policial es la defensa de del orden público, la causa de un acto policial concreto será su funcionalidad específica para el servicio de ese fin en las circunstancias particulares de hecho que se trate. La utilidad pública y el interés social se definen por Ley.
Motivos: La Ley impone la obligación en un número importante de supuestos la obligación de motivar sus actos, incluidos los que se dicten en el ejercicio de potestades discrecionales (art 54 LPC) y los motivos, están siempre y necesariamente incorporados a la causa.
La exigencia de motivación de un acto administrativo, es solo un requisito o instrumento final de las exigencias de los requisitos objetivos que antes hemos mencionado. Esta puede y debe controlarse por la administración primero en fase aplicativa y de eventual autotutela, y por el juez contencioso después en su fase fiscalizadora, comprobando: si los motivos que la administración invocan existen o no, si la realidad del supuesto de hecho se ha producido o no, si el acto es adecuado para el servicio efectivo del fin público…
la declaración: El Art. 4.3 CC aplicó los artículos 1281 y ss. en la interpretación de los actos administrativos y asignó como regla un valor primordial a la intención sobre su expresión literal. Los vicios de voluntad, expresados en la declaración tienen transcendencia en relación a esa interpretación. Ha de tenerse en cuenta que la administración actúa a través de personas físicas, titulares o agentes de los órganos que efectúan la declaración, los vicios de la voluntad, pues, habrán de referirse a la situación personal de dichos individuos.
El contenido: La declaración debe de acomodarse a lo dispuesto por el ordenamiento. Se plantea la cuestión de las determinaciones accesorias de la voluntad y se admiten cláusulas particulares solo dentro de los márgenes permitidos por la tipicidad del acto, no en cuanto las mismas puedan romper el marco legal típico y llevar a una libre configuración administrativa de la decisión.
El objeto: de la declaración puede ser un comportamiento del administrado, de otra administración, de otro órgano, del titular del órgano, un hecho, un bien, una situación jurídica, su propia organización o bien mixturas de esos objetos típicos.

#### Formales
La declaración ha de producirse siguiendo un iter concreto y luego a través de determinadas formas de manifestación., que son: 
1) Procedimiento administrativo: la sumisión del actuar administrativo a un determinado procedimiento es una exigencia constitucional (art 105). El procedimiento (modo de producción de un acto) por aplicación de normas jurídicas superiores a ese acto. El acto administrativo ha de seguir un procedimiento determinado, y dicho procedimiento regula simultáneamente:
+ Una actividad administrativa determinada para llegar a la fijación del supuesto de hecho del que hay que partir
+ La necesidad de adoptar unas ciertas formas de actuación.
+ Participación de una pluralidad de sujetos u órganos.
+ Con relevancia jurídica especial, la participación de las personas que tienen la condición formal de partes en el procedimiento distintas de la administración actuante.
De este modo, el procedimiento administrativo aparece como una ordenación unitaria de una pluralidad de operaciones expresadas en actos diversos realizados heterogéneamente por varios sujetos u órganos. Aparece la distinción entre actos de resolución y actos procedimentales. Ambos son actos administrativos, aunque con función y régimen diversos, pero además los actos procedimentales están ordenados a la producción final de la resolución, singularidad y de la relativa autonomía. Así pues, el procedimiento administrativo no es una forma de integración de una sola voluntad administrativa que se nutre de diferentes procedencias, no es un acto compuesto sino más bien un complejo de actos.
2) El acto administrativo: necesita de una forma externa de manifestación para acceder al mundo del derecho. Normalmente es la escrita, art 55 LPC, por razones como en el caso de los actos recipticios, deben notificarse y publicarse y solo mediante la forma escrita, con determinados requisitos formales, puede realizarse. 
Sin embargo, cabe matizar que no se debe confundir la forma escrita de producción con la forma escrita de constancia. Aunque actos como las órdenes de los policías, actos colegiados o en las relaciones orgánicas y funcionariales no se necesitan, estos tres supuestos suponen verdaderas y simples excepciones al principio general de la forma escrita.
3) Contenido de la forma escrita de la forma ordinaria de los actos adm: se suele imponer para los actos finales o resolutorios, el contenido mínimo se concreta en: encabezamiento, con indicación de la autoridad que emite el acto, preámbulo que suele referir los actos preparatorios, y las normas legales de competencia y en su caso de fondo, en que el mismo se funda. 
Además, la Ley hace obligatorio indicar si se ha consultado al consejo de estado y si la resolución sigue o no su dictamen, motivación, parte dispositiva, que ha de corresponder a lo planteado por las partes y a lo suscitado por el expediente, el lugar, la fecha y la firma.
La motivación es un requisito típico no de todos los actos administrativos, pero si de la mayoría: de los actos de juicio, en especial, porque es justamente la expresión racional del juicio en que consisten y de las resoluciones que implican gravamen para el destinatario o una denegación de sus instancias. La LPC expresa esta regla en estos términos en el 
Artículo 54.1- Serán motivados, con sucinta referencia de hechos y fundamentos de derecho:
- Los actos que limiten derechos subjetivos o intereses legítimos.
- los que resuelvan procedimientos de revisión de oficio de actos administrativos, recursos administrativos, reclamaciones previas a la vía judicial y procedimientos de arbitraje.
- los que se separen del criterio seguido en actuaciones precedentes o del dictamen de órganos consultivos.
- los acuerdos de suspensión de actos, cualquiera que sea el motivo de ésta, así como la adopción de las medidas provisionales previstas en los artículo 72 y 136 de esta ley.
- Los acuerdos de aplicación de la tramitación de urgencia o de ampliación de plazos.
- los que se dicten en el ejercicio de potestades discrecionales, así como los que deban serlo en virtud de disposición legal o reglamentaria expresa.

La LPC ha establecido que es importante especialmente la motivación en los actos discrecionales porque estima que la expresión de los motivos en cuya virtud la administración ha optado por una concreta solución entre las muchas posibles es sencillamente fundamental a efectos del control jurisdiccional. Así pues, la motivación es un medio técnico de control de la causa del acto. Ha de ser suficiente y dar plena razón del proceso lógico y jurídico que ha determinado la decisión

### Efectos del acto administrativo

#### Retroactividad
El artículo 57.3 LPC dice:
… Excepcionalmente podrá otorgarse eficacia retroactiva a los actos cuando se dicten en sustitución de actos anulados y asimismo, cuando produzcan efectos favorables al interesado, siempre que los supuestos de hecho necesarios existieran ya en la fecha a que se retrotraiga la eficacia del acto y ésta no lesione derechos o intereses de otras personas…
De donde se deduce que el artículo 57 permite la retroacción de los efectos del acto que sustituye a otro anterior anulado. Cuando se trata de actos favorables no presenta problemas. En cambio, cuando el acto anulado tiene carácter limitativo o de gravamen la aplicación de la retroactividad podría derivar soluciones poco equitativas para el administrado.
Además, a la hora de interpretar la previsión de retroactividad se deben de tener en cuenta las concretas circunstancias de cada caso que pueden producir la entrada en juego de otros principios relevantes, como por ejemplo el de Buena fe.
Dado que la administración en ocasiones tarda en reaccionar a los acontecimientos y que no es justo que los particulares soporte las consecuencias del retraso de ésta, el legislador permite que la administración retrotraiga los efectos de su respuesta(acto administrativo) al momento en que este surgió, siempre y cuando, esto sea favorable para el interesado.
Sin embargo, cabe decir que el concepto acto favorable no es del todo preciso, ya que cuando existen terceros cuya posición es antagónica respecto del destinatario del acto, el retrotraer los efectos a ese momento produciría un perjuicio a ese tercero. Es por eso, que la retroacción de los efectos del acto no será posible cuando ésta lesione derechos o intereses legítimos de otras personas.
Si el acto impone la retroactividad fuera de los supuestos previsto por Ley o la extiende más allá de los límites de la Ley el acto será nulo por exceso, que se tiene que recabar por vía de recurso.

#### Nulidad
Se suele reconocer que la nulidad en materia de actos administrativos recae en actos con defectos en sus elementos esenciales. Más precisamente en vicios manifiestos de estos elementos. Estos actos, a los que se suele llamar irregulares, no son susceptibles de ser confirmados por la administración. Cuando la nulidad de un acto se pone de manifiesto, no se está constituyendo en ese momento, sino que desde el momento en ser dictado ha sido nulo, no debiendo haber desplegado sus efectos.

#### Anulabilidad
Como norma general, podríamos decir que los actos en los que encontremos un vicio no manifiesto, en los que se requiera algún tipo de indagación más profunda, serán anulables. En estos casos hay que decir que la Administración podrá convalidar el acto si hace enmienda de los vicios que lo afectan. A diferencia de la nulidad, la anulabilidad se constituye cuando es declarada por el órgano que la dictó.

### Caracteres del Acto Administrativo

#### Presunción de Validez
La administración define derechos y crea obligaciones de forma unilateral y ejecutoria. Sus decisiones son inmediatamente eficaces, creando en el destinatario de las mismas una obligación de cumplimiento inmediato que tiene, en ocasiones, un respaldo penal.
El Art. 57.1 LPC dice los actos de las administraciones públicas se presumirán válidos y producirán efectos desde la fecha en que se dicten, salvo que en ellos se disponga otra cosa, así pues, establece una presunción iuris tantum que permite al acto tener plenos efectos, en tanto en cuanto no se demuestre su invalidez, y que deriva en el particular la carga de impugnarlo para obtener su anulación y eficacia del mismo.
Para que la presunción de validez opere es necesario que el acto reúna unas condiciones externas mínimas de legitimidad. Se presume legítimo en la medida en que emana de una autoridad que lo es igualmente. Por tanto, cuando el aspecto externo del acto no proceda de una autoridad legítima, la presunción legal desaparecerá. 
En esos supuestos, se dice que el acto es absolutamente y radicalmente nulo, es decir, nulo de pleno derecho.
Pero salvo en el caso de los actos inexistentes (por ejemplo, orden de una agente público de ir a la Luna en automóvil) todos los demás actos administrativos, incluso los afectados por vicio de nulidad, son materialmente eficaces y esa eficacia solo se puede destruir por medio de las vías de recurso procedentes y a cargo del particular.
La distinción de planos, material y jurídico, es consecuencia del privilegio de ejecución forzosa de la adm, que otorga a la administración un serie de instrumentos capaces de vencer la resistencia de los particulares por medio de la coacción.

#### Ejecutividad
Una vez dictado el acto administrativo, este puede ser ejecutado por la propia administración, sin necesidad de recurrir a autorización judicial alguna. De este modo, inspecciones, registros, sanciones, etc. son ejecutadas por la Administración tan pronto como se encuentra afinado el procedimiento administrativo respectivo..

#### Revocabilidad
El acto administrativo puede siempre ser revocado por la administración, siguiendo los procedimientos legales, a menos que la Ley lo impida expresamente. Sin embargo, el ejercicio de esta potestad revocatoria no puede perjudicar los derechos adquiridos legítimamente.

### Condiciones de eficacia del acto administrativo
La eficacia del acto administrativo está sujeta al cumplimiento con carácter general de los requisitos del art 57.2 LPC que establece la eficacia quedará demorada, cuando así lo exija el contenido del acto o esté supeditada a su notificación, publicación o aprobación superior.
Dentro de estos requisitos destacan especialmente la notificación y la publicación.

#### La notificación
La notificación se regula por el artículo 40 de la Ley 39/2015 que establece que el órgano que dicte las resoluciones y actos administrativos los notificará a los interesados cuyos derechos e intereses sean afectados por aquellos. La notificación se regula en los artículos 40 a 47 de la citada ley.
Se notificaran a los interesados las resoluciones y actos administrativos que afecten a sus intereses o derechos y viene enmarcada objetiva y subjetivamente. Objetivamente, se refiere sobre todo a los actos de resolución, que ponen fin a un procedimiento, ya que son los que afectan directamente a derechos e intereses del destinatario del mismo. Subjetivamente, porque la obligación es referida solo a aquellos que tengan la condición de interesados en sentido técnico en el procedimiento de que se trate. 
El artículo 41 de la Ley 39/2015 establece que las notificaciones se practicarán preferentemente por medios electrónicos y, en todo caso, cuando el interesado resulte obligado a recibirlas por esta vía.
La regla formal de notificación no se aplicará cuando los interesados sean desconocidos, se ignore el lugar de la notificación o intentada la notificación personal no se hubiese podido realizar, en esos casos la Ley permite que se realice por anuncios en el tablón de edictos del ayuntamiento de su último domicilio y en el BOE, o en el boletín oficial de la CCAA o de la provincia. Pero la notificación edictal, no puede utilizarse para menoscabar las garantías procedimentales de los administrados.
En los procedimientos iniciados a solicitud del interesado, la notificación se practicará en el lugar que este haya señalado a tal efecto en su solicitud. En caso de no hallarse el interesado en su domicilio podrá hacerse cargo de la misma cualquier persona que se encuentre en el domicilio y haga constar su identidad. 
Una notificación que no haya sido hecha en debida forma no produce efectos, y por lo tanto tampoco produce efectos contra el interesado.
El art 40.3 LPC supone una excepción y en él se dispone que las notificaciones que contengan el texto íntegro del acto, pero que omitan alguno de los demás requisitos del apartado anterior surtirán efecto a partir de la fecha en que el interesado realice actuaciones que supongan el conocimiento del contenido y alcance de la resolución o acto objeto de la notificación o interponga cualquier recurso que proceda. En este sentido, la interposición de cualquier otro recurso que no sea el que en cada caso proceda, no convalida los defectos de la notificación. La resolución mal notificada no es eficaz, y no empieza el plazo para impugnarla aunque el interesado interponga el recurso que impropiamente se le indicó.
Ante una notificación defectuosa, el interesado puede optar entre darse por notificado interponiendo el recurso procedente o pedir a la administración que se le practique nuevamente la notificación con arreglo a la Ley.
En este artículo, más que hacer referencia al procedimiento legal, que ya se ha explicado ampliamente, me voy a referir al proceso físico relacionado con la notificación. Este proceso es útil para cualquier funcionario que deba realizar dichas funciones, bien por ser su función habitual o bien por sustitución de algún compañero.
Lo primero que debemos tener en cuenta es que hay 2 modelos habituales de notificación a través de Correos: el certificado con aviso de recibo y la notificación con aviso de recibo. La diferencia entre ambas es importante, sobre todo en procedimientos sometidos a unos plazos determinados (por ejemplo, un expediente sancionador). En los certificados, Correos solo hace un intento de notificación, si el cartero no encuentra a nadie en el domicilio la carta vuelve a la oficina de correos y si el denunciado no se pasa a recogerla, la premisa del artículo 59.2 de que deben hacerse dos intentos para que se considere válida no se cumple, el expediente habrá caducado. En estos casos es conveniente usar el otro modelo, el de notificación con aviso de recibo, puesto que aquí sí se hacen 2 intentos antes de llevarlo a la oficina de correos. En el resto de procedimientos, donde no sea importante la fecha de notificación, se puede usar el otro modelo.

#### La publicación
La publicación de los actos administrativos difiere de la publicación de disposiciones generales. Sustituye a la notificación para aquellos actos que tengan por destinatarios una pluralidad indeterminada de personas (art 59.5 LPC). Sin embargo, esa indeterminación de sujetos y ausencia de interesados no excusa en ningún caso el deber de la administración de notificar el acuerdo publicado con respecto de quienes han comparecido en el procedimiento.
Cuando la publicación sustituye a la notificación debe de contener las mismas menciones que a notificación. Además, la notificación es sustituida también por la publicación cuando se trate de actos integrantes de un procedimiento selectivo o de concurrencia competitiva de cualquier tipo, el cual deberá especificar el medio de publicación en el cual se hará dicha publicación.
Además, el órgano competente puede determinar también la publicación cuando lo aconsejen razones de interés público o cuando la notificación a un solo interesado no sea suficiente para garantizar la notificación, en estos casos la publicación no sustituye sino que complementa la notificación. Es importante también, que la falta de notificación (o publicación) en forma, demora la eficacia del acto cuando este pueda producir un perjuicio al destinatario, pero no en caso contrario